# Abdi bej Toptani
Abdi bej Toptani (ur. 1864, zm. 1942) – jeden z sygnatariuszy Albańskiej Deklaracji Niepodległości.

## Życiorys
Ukończył naukę średnią w Stambule, gdzie mieszkał do 1895 roku; wtedy wrócił na teren Albanii.
Dnia 28 listopada 1912 roku podpisał deklarację niepodległości Albanii. Pełnił funkcję ministra finansów Albanii w latach 1912–1914, następnie od 28 maja do 3 września 1914 był ministrem rolnictwa.
Poparł powstanie marcowe kierowane przez Bajrama Curri i Eleza Isufiego; z tego powodu został skazany na karę śmierci, jednak uzyskał zgodę na wyjazd do Austrii. Po ogłoszeniu amnestii całkowicie wycofał się z życia politycznego.